# Wolston
Wolston is een civil parish in het bestuurlijke gebied Rugby, in het Engelse graafschap Warwickshire met 2564 inwoners.